# 克里斯托费尔山
克里斯托费尔山（Christoffelberg）是荷兰王国在加勒比海构成国库拉索的最高点，得名自圣克里斯托弗，其海拔高度和地形突起度为372米，位于保留野生动物公园克里斯托费尔公园。